# 86 Semela
86 Semela (mednarodno ime 86 Semele, starogrško starogrško Σεμέλη: Seméle) je velik in temen asteroid tipa C v glavnem asteroidnem pasu. 

## Odkritje
Asteroid je odkril Friedrich Tietjen (1834 – 1895) 4. januarja 1866.. Asteroid je poimenovan po Semeli, materi Dioniza v grški mitologiji.

## Lastnosti
Asteroid Semela obkroži Sonce v 5,50 letih. Njegova tirnica ima izsrednost 0,208, nagnjena pa je za 4,822° proti ekliptiki. Njegov premer je 120,6 km, okrog svoje osi pa se zavrti 16,634 urah .